# 172318 Wangshui
172318 Wangshui è un asteroide della fascia principale. Scoperto nel 2002, presenta un'orbita caratterizzata da un semiasse maggiore pari a 2,7923072 UA e da un'eccentricità di 0,1191567, inclinata di 8,99599° rispetto all'eclittica.